# La vacanza
Pour plus de détails, voir Fiche technique et Distribution.
La vacanza est un film italien réalisé par Tinto Brass, sorti en 1971.

## Fiche technique
- Titre français : La vacanza
- Réalisation : Tinto Brass
- Scénario : Tinto Brass, Vincenzo M. Siniscalchi et Roberto Lerici
- Photographie : Silvano Ippoliti
- Montage : Tinto Brass
- Pays d'origine : Italie
- Format : Couleurs - Mono
- Genre : Film dramatique
- Durée : 101 minutes
- Dates de sorties : 
  -  Italie : 4 septembre 1971 (Mostra de Venise ; 5 avril 1972 (sortie nationale)
  -  France : 9 avril 1975

## Distribution
- Vanessa Redgrave : Immacolata Meneghelli
- Franco Nero : Osiride
- Leopoldo Trieste : Juge
- Corin Redgrave : Gigi
- Margarita Lozano : Ra